# Ferdinand Schmalz
Pour les articles homonymes, voir Schmalz.
Ferdinand Schmalz, né en 1985 à Graz (Autriche) sous le nom de Matthias Schweiger, est un dramaturge et prosateur autrichien, théoricien du théâtre.

## Œuvres (sélection)
- La Résistance thermale (Der thermale Widerstand)

## Récompenses et distinctions
- 2017 : Prix Ingeborg-Bachmann pour Mein lieblingstier heißt winter[1]